# Bitwa o Fort Duquesne
Bitwa o Fort Duquesne – starcie zbrojne, które stanowiło nieudaną próbę zajęcia francuskiego Fortu Duquesne przez elementy brytyjsko-amerykańskiej armii generała Johna Forbesa, podczas wojny o kolonie, będącej północnoamerykańskim frontem wojny siedmioletniej.

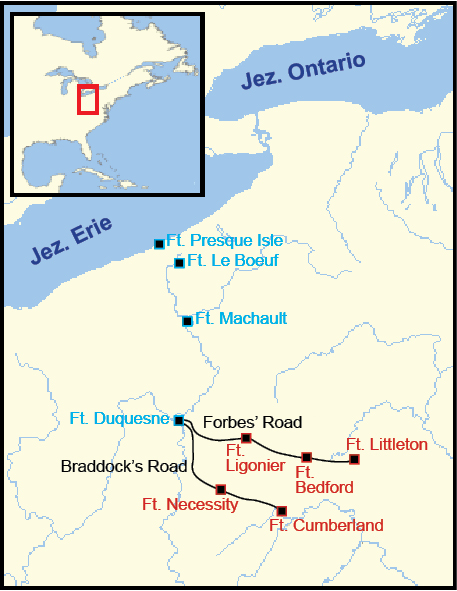
Rozmieszczenie fortów brytyjskich i francuskich w czasie wojny

John Forbes miał łącznie około 6000 ludzi skoncentrowanych w Fort Cumberland w stanie Maryland, wliczając w to 2-tysięczny kontyngent wirgińskiej milicji stanowej przyprowadzony przez Jerzego Waszyngtona.
14 września 1758 roku major James Grant z 77 Regimentu Piechoty ruszył z 800 ludźmi na Fort Duquesne, jako część brytyjskiej inwazji na dolinę Ohio. Jego przeciwnik – De Lignery – zdający sobie sprawę z tych ruchów, wysyłał około 500 ludzi do utworzenia zasadzki. Otoczeni Szkoci walczyli zajadle, ale nieprzyzwyczajeni do taktyki stosowanej na północnoamerykańskim teatrze działań, zadawali niewielkie straty Francuzom. Grant wraz z 18 oficerami został wzięty do niewoli. Zabici żołnierze szkockiego regimentu zostali umieszczeni na palach, a ich kilty poniżej nich.
Pomimo że Francuzi odnieśli wielkie zwycięstwo, prawie zupełnie niszcząc 77 Highlander Regiment, de Lignery zrozumiał, iż jego słabe siły, stworzone w oparciu o kruche sojusze z miejscowymi plemionami, nie będą w stanie utrzymać Fort Duquesne wobec przeważających sił generała Forbesa. Francuzi utrzymywali Duquesne do 26 listopada, kiedy to wycofujący się garnizon spalił go. Wkraczający do ruin Brytyjczycy z przerażeniem natknęli się na makabryczne pale. W późniejszym czasie armia Anglo-Amerykańska odbudowała Fort Duquesne, nazywając go Fort Pitt na cześć ówczesnego premiera Williama Pitta.